# حاکم ژو
دان، حاکم ون ژو (به چینی: 周文公旦)؛ که معمولا با عنوان حاکم ژو ( به چینی: 周公) شناخته می‌شود؛ عضوی از خاندان سلطنتی دودمان ژو در سال‌های آغازین این دودمان بود که نقش مهمی در تثبیت این پادشاهی که توسط برادر بزرگترش پادشاه وو تأسیس شده بود، ایفا کرد. او به دلیل انجام امور به عنوان یک نایب‌السلطنه توانا و وفادار برای برادرزاده جوانش، پادشاه چنگ، و سرکوب موفقیت آمیز شورش سه محافظ و برقراری حکومت مستحکم دودمان ژو بر شرق چین مشهور است. او همچنین یک قهرمان فرهنگ چینی است که با نوشتن یی چینگ و شی چینگ، و تأسیس آیین‌های ژو شناخته می‌شود.

## زندگی
نام شخصی او دان (旦) بود. او چهارمین پسر پادشاه ون ژو و ملکه تای سی بود. بزرگ‌ترین برادر او بو ییکائو پیش از پدرشان فوت کرد (احتمالا قربانی آدمخواران بود). دومین برادر بزرگ، دودمان شانگ را در نبرد مویه در حدود ۱۰۴۶ پ. م شکست داد و به عنوان پادشاه وو بر تخت نشست. پادشاه وو زمین‌های زیادی را بین بستگان و پیروان خود تقسیم کرد و دان قلمرو اجدادی ژو را در نزدیکی لوئویانگ امروزی را دریافت کرد.

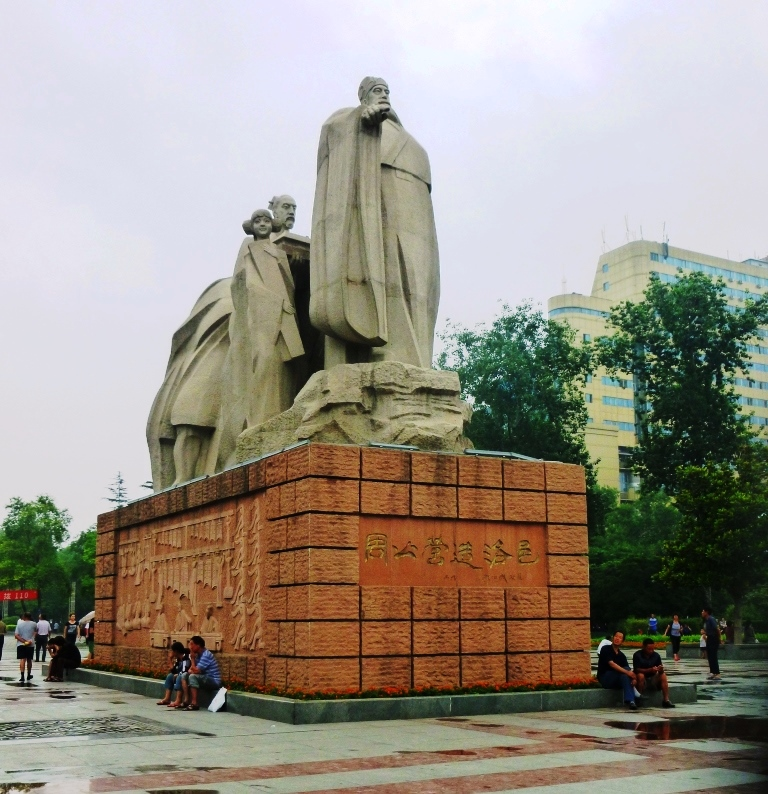
مجسمه حاکم ژو که در نزدیکی لوئویانگ امروزی و سال ۱۰۳۸ پ. م شهری را پایه‌گذاری کرد.

تنها سه سال پس از به دست گرفتن قدرت، پادشاه وو درگذشت و پادشاهی به پسر جوانش، پادشاه چنگ، سپرده شد. حاکم ژو با موفقیت نایب‌السلطنگی را در اختیار گرفت و خودش پادشاهی را اداره کرد؛ این امر باعث شورش پیروان ناراضی شانگ، و حتی بستگان خود او، به ویژه برادر بزرگ‌ترش گوان شو شد. در عرض پنج سال، حاکم ژو موفق شد سه محافظ و سایر شورش‌ها را شکست دهد و ارتش ژو به سمت شرق پیشروی کردند و سرزمین‌های بیشتری را تحت سلطه ژو درآوردند.
حاکم ژو با شرح اصول فرمان آسمان، که با تبلیغات شانگ مبنی بر اینکه به عنوان نوادگان خدای شانگدی باید به قدرت بازگردانده شوند، مقابله کرد. طبق این آموزه، بی‌عدالتی و انحطاط شانگ چنان آسمان را آزرده بود که در نهایت آسمان اقتدار آنها را از میان برد و به ژو که بی میل بود دستور داد تا شانگ را جایگزین کند و نظم را بازگرداند.
در سطح عملی‌تر، حاکم ژو سیستم ارباب‌رعیتی برادرش را گستراند و آن را مدون کرد، به قبایل وفادار شانگ القاب اعطا کرد و حتی شهر مقدس جدیدی را در چنگ‌ژو در حدود ۱۰۳۸ پ. م تأسیس کرد.

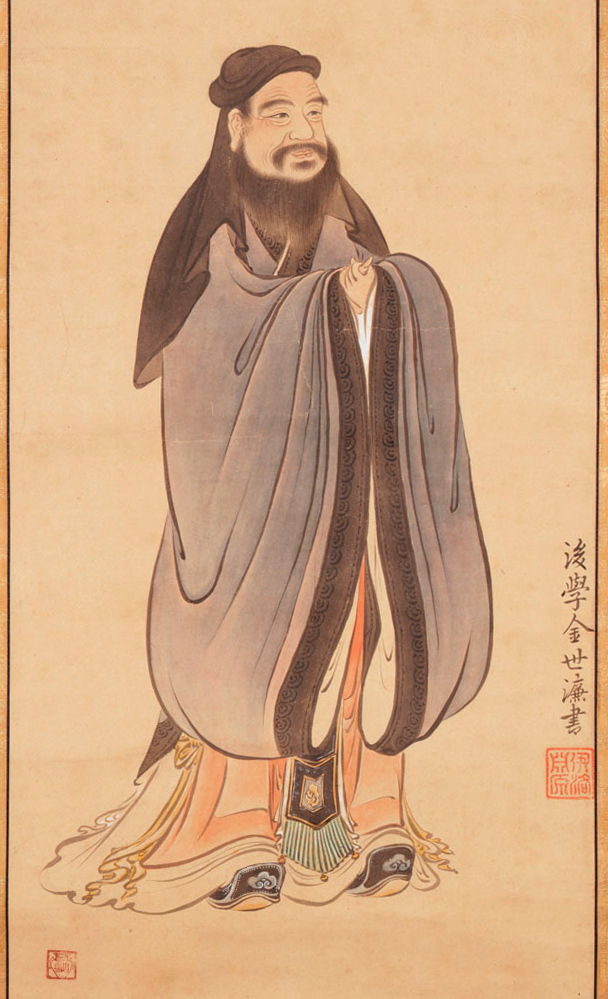
نقاشی‌ای از حام ژو توسط کانو سانستسو. (ژاپن، دوره ایدو، ۱۶۳۲)

چنگ‌ژو که بر اساس اصول دقیق ژئومانتیک ساخته شده بود، خانه پادشاه چنگ، اشراف شانگ و ۹ دیگ سه پایه نماد حکومت امپراتوری بود، در حالی که حاکم از پایتخت سابق هائوجینگ به اداره پادشاهی ادامه داد. هنگامی که چنگ به سن بلوغ رسید، حاکم ژو با وظیفه‌شناسی و بدون دردسر تاج و تخت را رها کرد.

## میراث
هشت پسر حاکم ژو همگی از پادشاه زمین دریافت کردند. پسر بزرگ لو دریافت کرد. پسر دوم جانشین زمین اجدادی پدرش، ژو شد.
در سده‌های بعدی، امپراتوران بعدی، حاکم ژو را نمونه‌ای از پارسایی می‌دانستند و او را با نام‌های پسامرگ تجلیل می‌کردند. در قرن هشتم میلادی ملکه وو زتیان نام دودمان کوتاه‌مدت خود را از روی نام او، دودمان ژو دوم نامید و او را پادشاه آبرومند و پارسا خواند (褒德王، بائوده وانگ).
در سال ۱۰۰۸، امپراتور ژنزونگ به حاکم لقب پسامرگ پادشاه فرهنگ نمونه (s 文宪王، t 文憲王، Wénxiàn Wáng) را داد. او همچنین با عنوان حکیم اول ( 元圣، یوان شنگ) شناخته می‌شود.
در سال ۲۰۰۴، باستان‌شناسان چینی گزارش دادند که ممکن است مجموعه مقبره او را در شهرستان چیشان، شاآنشی یافته باشند.

### خدای رویاها
حاکم ژو به عنوان "خدای رویاها" نیز شناخته می‌شود. در منتخبات کنفوسیوس آمده است: "چقدر به سراشیبی رفته ام! خیلی وقت است که خواب حاکم ژو را دیده ام." منظور این بود که چگونه آرمان‌های حکومتی حاکم ژو کم‌رنگ شده بود، اما بعداً به معنای واقعی کلمه در نظر گرفته شد. در افسانه‌های چینی، اگر قرار باشد اتفاق مهمی برای کسی بیفتد، حاکم ژو از طریق رویاها به فرد اطلاع می‌دهد: از این رو ضرب‌المثل چینی "خواب ژو گونگ" را وجود دارد. توضیحات رویاهای ژو گونگ (به چینی: 周公解夢، پینیین: Zhōu gōng jiěmèng) به او نسبت داده شده است.

### نوادگان
نسل اصلی نوادگان حاکم ژو از پسر اول او، توسط سومین پسر فرمانروای ایالت لو، یو (魚) که فرزندانش نام خانوادگی دونگی (東野) را برگزیدند، به وجود آمد. فرزندان حاکم ژو عنوان ووجینگ بوشی (五經博士؛ Wǔjīng Boshi) را داشتند. یکی از نوادگان نسل ۷۲ حاکم ژو توسط سونگ لیان مورد بررسی و نظر قرار گرفت.
پسر حاکم هوان لو از طریق چینگفو (慶父) جد منسیوس بود. او از نوادگان حاکم یانگ از ایالت لو (魯煬公) بود؛ حاکم یانگ پسر بو چین بود که پسر حاکم ژو بود. شجره‌نامه در درخت خانواده منسیوس (孟子世家大宗世系) یافت می شود.
چیانگ‌های ژیکو (چیکوو) مانند جیانگ جیه شی از چیانگ شیه چیه بودند که در دهه ۱۶۰۰ (قرن هفدهم) از منطقه فنگ‌هوآ به آنجا نقل مکان کردند، اجدادشان به نوبه خود پس از مهاجرت به استان ژجیانگ (چه‌کیانگ) در قرن سیزدهم پس از میلاد جنوب شرقی چین آمدند. سومین پسر حاکم ژو (حاکم چو) قرن دوازدهم قبل از میلاد، جد چیانگ‌ها بود.